# アララト平野

アララト平野を含むアララト峡谷 (Ararat Valley) の土地利用図。

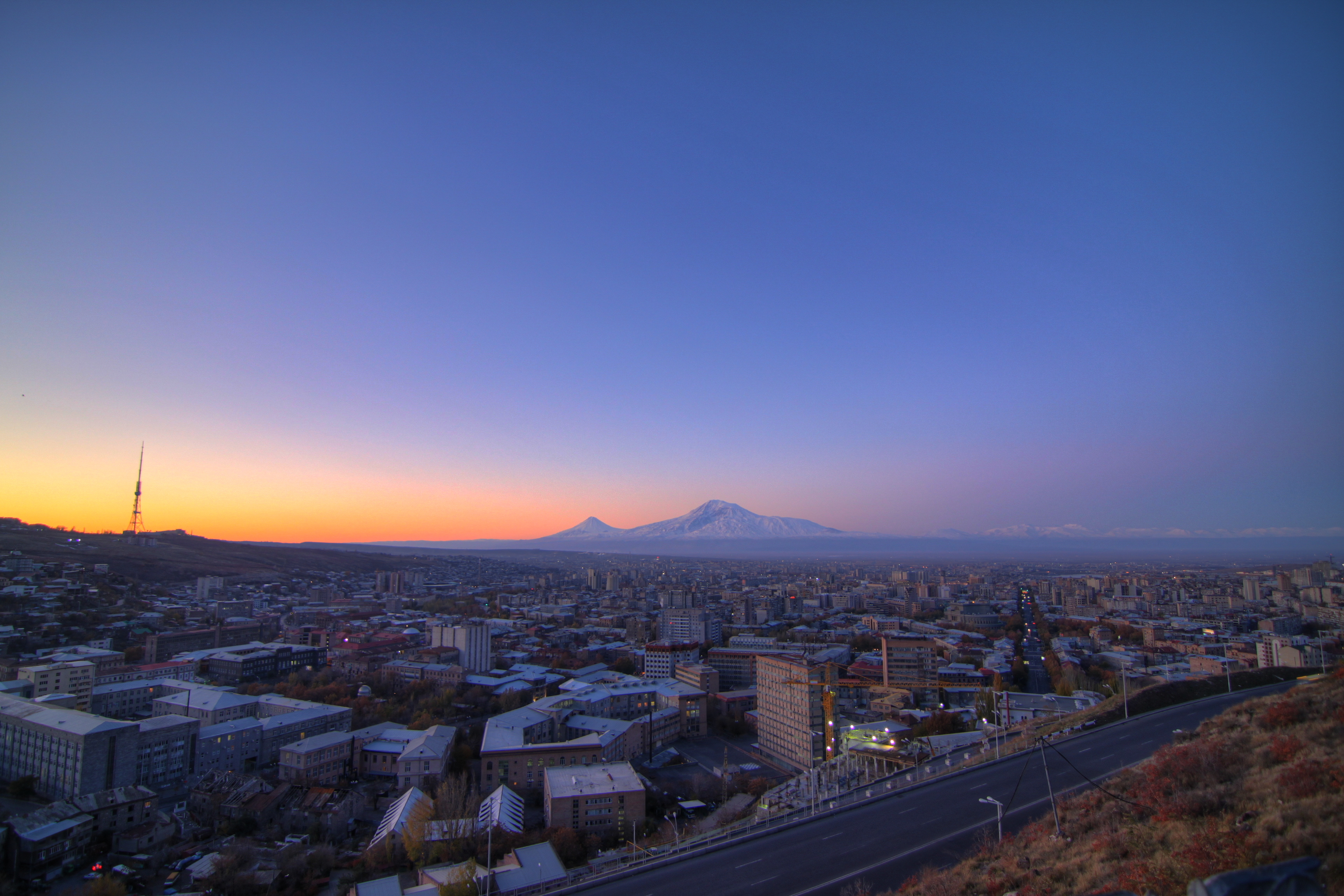
エレバンからのアララト平野の眺め。

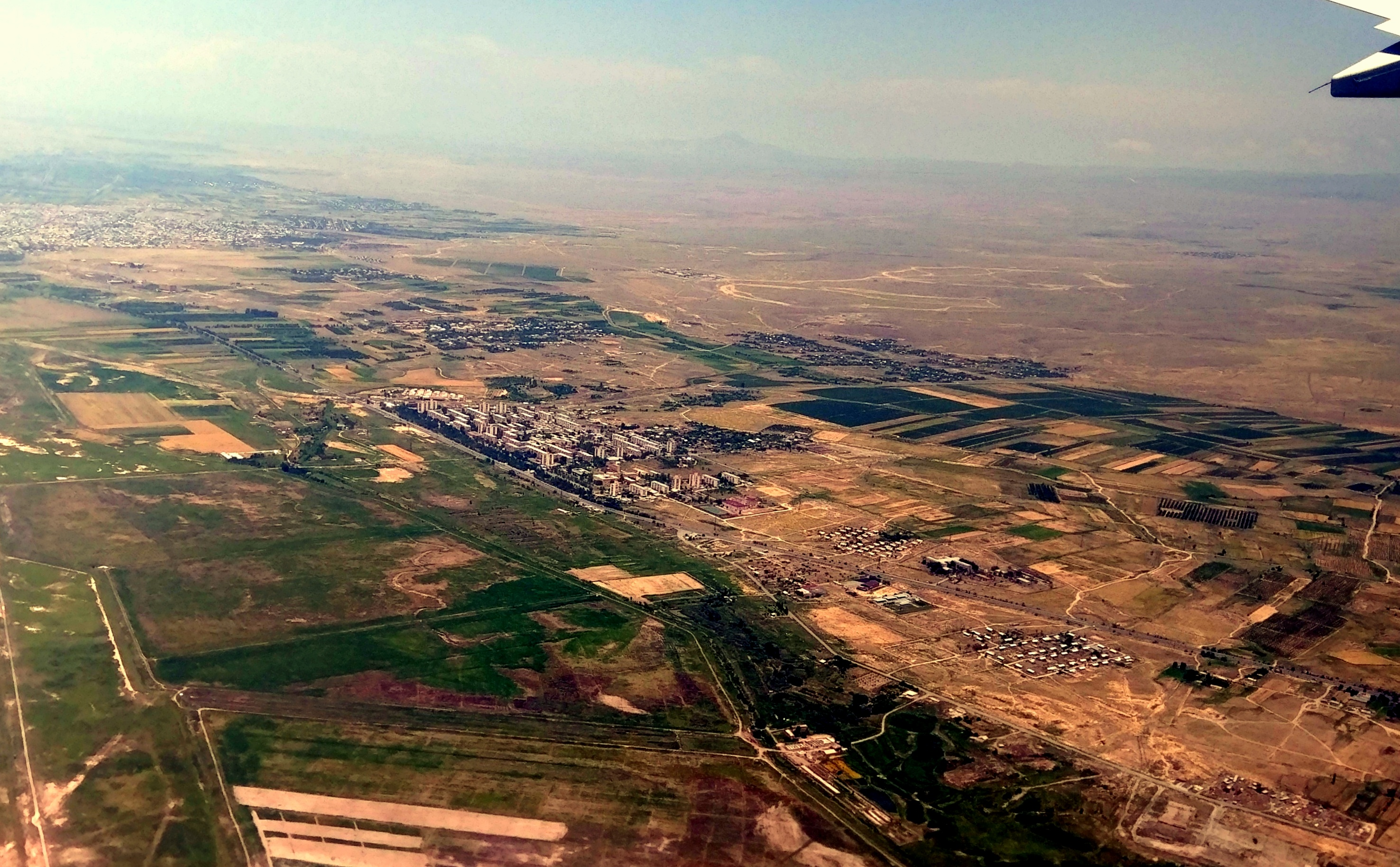
メツァモル、アルマヴィル付近のアララト平野の空撮。

アララト平野（アララトへいや、アルメニア語: Արարատյան դաշտ, Araratyan dasht）、別名、イグディル平野（トルコ語: Iğdır Ovası）は、アルメニア高原における最大級の平野部のひとつ。セヴァン湖周辺の盆地の西側、ゲガム山地の山裾に広がる平野である。北側にはアラガツ山があり、南側にはアララト山がある。アラス川を境に二つの区域に分かれており、北側はアルメニア領、南側はトルコ領となっている。トルコ側の領域は、重要野鳥生息地となっている。

## 地形
アララト平野は、エレバン・トラフと称される構造盆地が長い時間をかけて堆積物によって埋められて形成された堆積盆地の平坦地であり、第三紀中新世のものとされる基盤は5500m以上の深さをもっている。平野の中央を貫いて西流するアラス川がアルメニアとトルコの国境を成している。

## 気候
アララト平野とセヴァン盆地は、日照に恵まれており、年間 2,700時間以上と、 アルメニアの中でも最も晴天の時間が長い地域である。日照時間が最も短いのは、山間部の森林地帯で、概ね 2,000時間ほどとなっている。6月から10月にかけての時期、山の麓では太陽の出ない日は滅多にない。
ある程度の降水が見られるのは春季の3月から5月にかけてであり、エレバンの観測値では年間降水量 306mm に対し、夏季の月降水量は 20mmにも満たないとされる。その一方で、山地に囲まれた盆地であることから地下水資源には恵まれている。

## 考古学
当地一帯には、新石器時代ないし銅器時代初期から、人類が定住していた。概ね紀元前6000年ころには、平野に農業集落が成立していたと考えられている。
アラタシェンでは、最初の陶器は紀元前5千年紀、すなわち紀元前4000年より前のものが出土している。

## 地名の由来
中世アルメニアの歴史家モヴゼス・コレナツィは、著書『アルメニアの歴史』の中でアララトという地名は、アマシャ (Amasya) の曾孫である美麗王アラに由来すると述べている。

## 農業
アララト平野は、アルメニアの国土の4%を占めるに過ぎないが、アルメニアの農業生産の40%を担っている。平野のトルコ領側では、アプリコットの生産が盛んであり、作付け面積は 1,525ha に及ぶという。

## ギャラリー

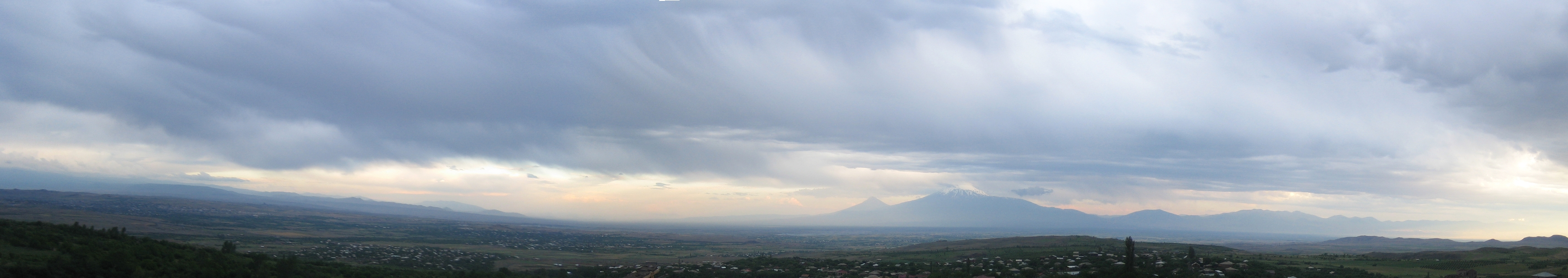
アルメニアのアルツからのアララト平野のパノラマ。

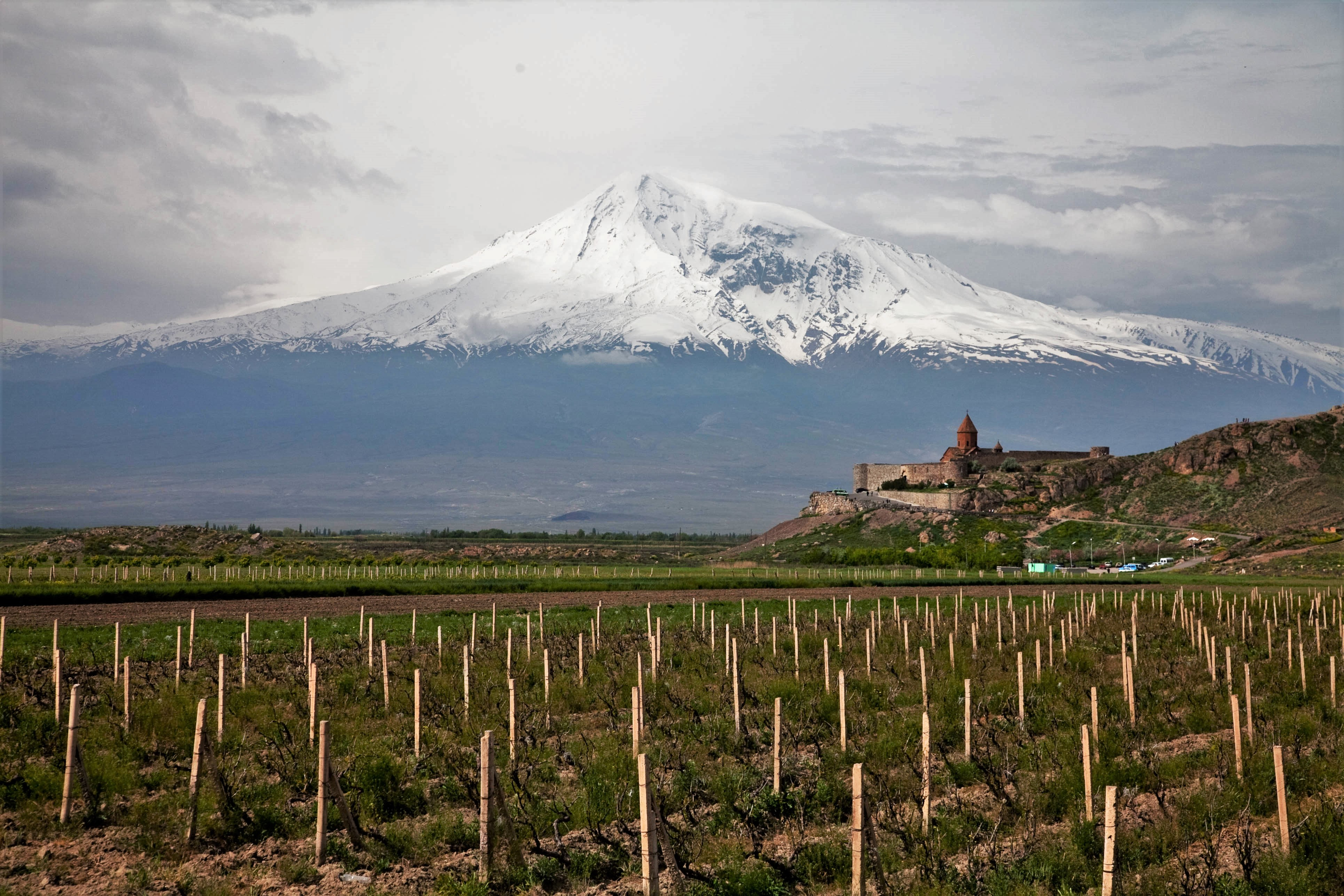
アルメニアのコル・ヴィラプ修道院（英語版）とアララト山。
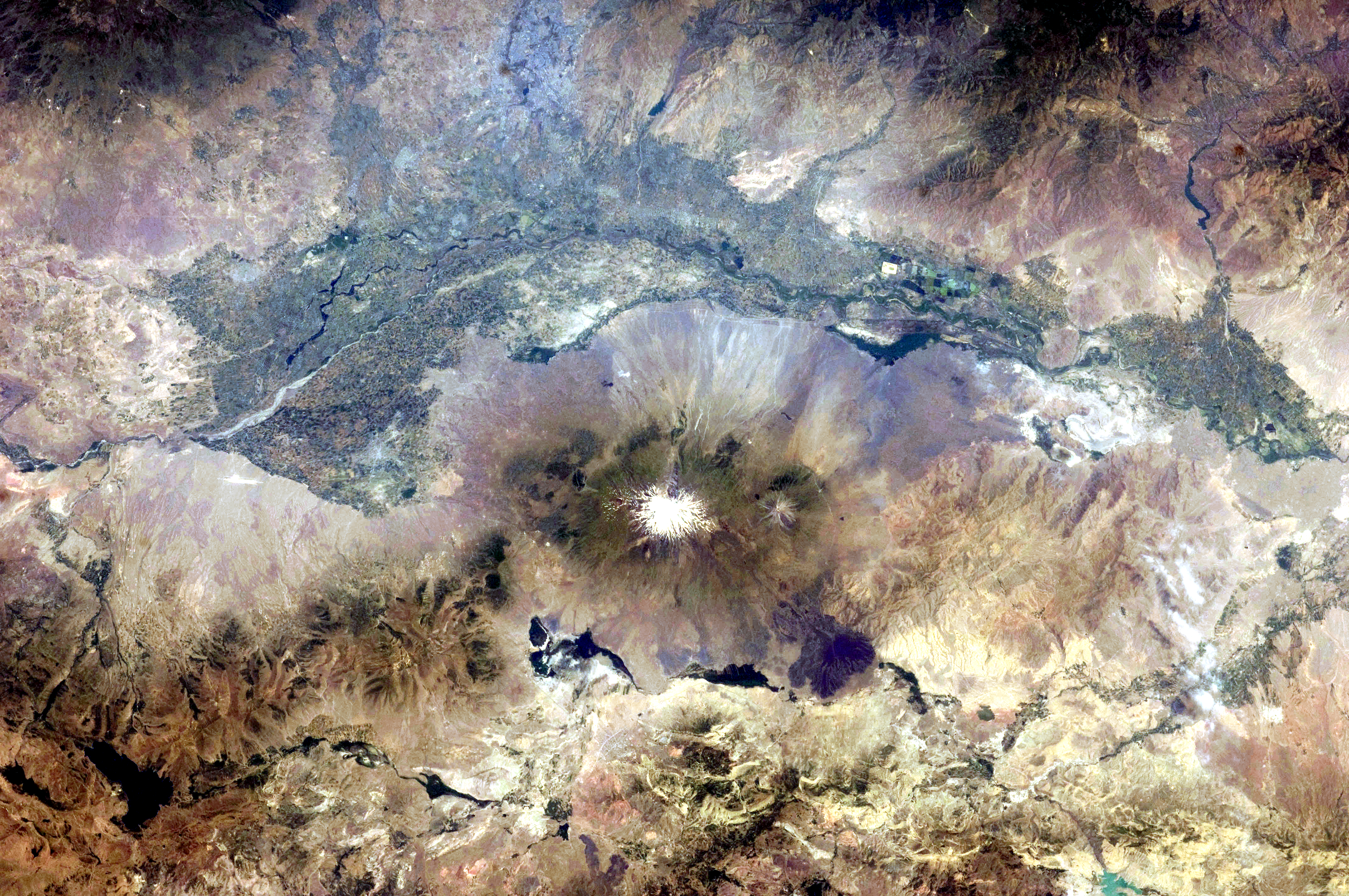
衛星画像。